# 二葉 (品川區)
二葉（日语：／ Futaba */?）是東京都品川區的地名，設一丁目至四丁目。2013年8月1日為止的人口有11,646人。郵遞區號142-0043。

## 地理
位於品川區南部。北至西品川。東南部與南部以立會道路為界，接大井、西大井。西與中延之間以第二京濱為界。西北鄰豐町。
町域內有三間通、橫須賀線（品鶴線）通過，北端附近有東急大井町線通過。車站周邊多商店，其他為住宅區。

## 歷史
現在的二葉與豐町相當於江戶時代初期的蛇窪村，正保年間（1644年至1647年）分成上蛇窪村與下蛇窪村。各自的鎮守為上神明天祖神社與下神明天祖神社。
昭和初期前，此地是荏原町的大字上蛇窪、下蛇窪，1932年（昭和7年）編入東京市荏原區時，建議去除「蛇」字町議會決議更名為上神明町、下神明町。
之後東京市進行町名整理，提議上神明與下神明的北半部統合為豐町，南半部統合為双葉町。荏原區將「双葉」改為「二葉」，1941年（昭和16年）實施新町名。
1964年（昭和39年）起實施新住居表示，為品川區二葉。
- 目黑蒲田電鐵大井町線（現東急大井町線）戶越公園站在開業時的站名為蛇窪站。
- 同線下神明站開業時的站名為戶越站，淺草線戶越站開業後改為現在站名。
- 現在仍有蛇窪信號場等保留舊地名「蛇窪」。

### 地名由來
双葉與豐町都是東京市進行町名整理時所提出的嘉語。之後荏原區將「双葉」改為「二葉」。

## 交通
南部附近有橫須賀線（品鶴線）西大井站。北端附近有東急大井町線下神明站。此外西部也可利用東急大井町線、都營淺草線中延站。

## 設施
- 青稜中學校、高等學校
- 品川區立小中一貫校豐葉之杜學園
- 品川區立上神明小學校
- 東急巴士荏原營業所
- 東光寺
- 丸山寺
- NF Park Building
- 上神明天祖神社
- 下神明天祖神社
- 育健

## 備註
1. ↑  .   [2013年8月7日]. （原始内容存档于2014年2月23日）.
2. ↑  『荏原町政史: 最近』鏡省三著。p.204～206
3. ↑  『品川區史料（十三） 品川の地名』p.102